# Hamlet Barrientos
Hamlet Barrientos (La Paz, 9 de janeiro de 1978) é um ex-futebolista boliviano que atuava como goleiro.

## Carreira
Hamlet Barrientos integrou a Seleção Boliviana de Futebol na Copa América de 2001.